# Proteuxoa alterata
Proteuxoa alterata là một loài bướm đêm trong họ Noctuidae.